# Lista de episódios de I Am Weasel
Esta é uma lista de episódios da série de desenho animado estadunidense I Am Weasel (no Brasil: Eu Sou o Máximo, e em Portugal: Eu Sou o Weasel), exibida originalmente entre 1997 e 2000. Nela estão constados os números dos episódios, os títulos originais deles, os títulos em português, e as datas de estreia originais de cada um (que ocorreram nos Estados Unidos, e que em alguns episódios é indisponível no momento).
A série possui um total de 79 episódios produzidos que são distribuídos em 5 temporadas. Todos os episódios foram dublados em português.

## Guia de temporadas
| Temporada | Episódios | Tempo de estreia                                            | Primeiro episódio             | Último episódio      |
| --------- | --------- | ----------------------------------------------------------- | ----------------------------- | -------------------- |
| 1         | 1–13      | Início: 15 de julho de 1997 Término: 16 de dezembro de 1997 | This Brigde, Not Weasel Bigde | I. Architect         |
| 2         | 14–26     | Início: 13 de janeiro de 1998 Término: 7 de abril de 1998   | I.R. Mommy                    | I.R. Wild Baboon     |
| 3         | 27–39     | Início: Data indisponível Término: Data indisponível        | Time Weasel                   | He Said, He Said.    |
| 4         | 40–52     | Início: Data indisponível Término: Data indisponível        | Enemy Camp                    | I Are Good Salesmans |
| 5         | 53–79     | Início: 1999 Término: 2000                                  | I Are Terraformer!            | I Are Legend         |

## Lista de episódios

### 1.ª temporada (1997)
| #  | Título original                | Título em português                 | Data de estreia        |
| -- | ------------------------------ | ----------------------------------- | ---------------------- |
| 01 | This Bridge, Not Weasel Bridge | Essa Ponte é uma Ponte Problemática | 15 de julho de 1997    |
| 02 | I.R. on Sun                    | Babão no Sol                        | 22 de julho de 1997    |
| 03 | Deep Sea Tour                  | Passeio ao Fundo do Mar             | 29 de julho de 1997    |
| 04 | I.R. Gentlemans                | Babão é um Cavalheiro               | 5 de agosto de 1997    |
| 05 | I Are Big Star                 | Eu Sou um Grande Astro              | 12 de agosto de 1997   |
| 06 | Power of Odor                  | O Poder do Odor                     | 19 de agosto de 1997   |
| 07 | Ping Pong at Sea               | Ping Pong no Mar                    | 26 de agosto de 1997   |
| 08 | Disease Fiesta                 | A Festa da Doença                   | 2 de setembro de 1997  |
| 09 | I.R. Plant Life                | Eu Planto a Vida                    | 9 de setembro de 1997  |
| 10 | I Am Ambassador                | Eu Sou Embaixador                   | 2 de dezembro de 1997  |
| 11 | Law of Gravity                 | Lei da Gravidade                    | 15 de julho de 1997    |
| 12 | Happy Baboon Holidays          | Feliz Feriado pro Babão             | 30 de setembro de 1997 |
| 13 | I. Architect                   | Eu, Arquiteto                       | 16 de dezembro de 1997 |

### 2.ª temporada (1998)
| #  | Título original             | Título em português              | Data de estreia         |
| -- | --------------------------- | -------------------------------- | ----------------------- |
| 14 | I.R. Mommy                  | Mamãe, Eu Sou o Máximo           | 13 de janeiro de 1998   |
| 15 | I Am Deity                  | I. M. Divino                     | 20 de janeiro de 1998   |
| 16 | I Am Crybaby                | Sou um Bebê Chorão               | 27 de janeiro de 1998   |
| 17 | I.R.'s Phantom Foot         | O Pé Fantasma de Eu Sou o Máximo | 3 de fevereiro de 1998  |
| 18 | Queen of Denile             | A Rainha do Nilo                 | 10 de fevereiro de 1998 |
| 19 | I Are Music Man             | Eu Sou Músico                    | 17 de fevereiro de 1998 |
| 20 | I Am My Lifetime            | No Seu Devido Lugar              | 24 de fevereiro de 1998 |
| 21 | I.R. Pixie Fairie           | Eu Sou Duende do Reino Encantado | 3 de março de 1998      |
| 22 | I.R. Ice Fisher             | Eu Sou Pescador de Gelo          | 10 de março de 1998     |
| 23 | I.R. Role Model             | Babão, o Exemplar                | 17 de março de 1998     |
| 24 | I.R. in Wrong Cartoon       | Máximo no Desenho Errado         | 24 de março de 1998     |
| 25 | My Friend, the Smart Banana | Meu Amigo, a Banana Inteligente  | 31 de março de 1998     |
| 26 | I.R. Wild Baboon            | Babão Selvagem                   | 7 de abril de 1998      |

### 3.ª temporada
| #  | Título original   | Título em português     | Data de estreia   |
| -- | ----------------- | ----------------------- | ----------------- |
| 27 | Time Weasel       | Máximo do Tempo         | Data indisponível |
| 28 | The Hole          | O Buraco                | Data indisponível |
| 29 | I Stand Corrected | Eu Serei Correto        | Data indisponível |
| 30 | I Am Bush Pilot   | Eu Sou Piloto de Avião  | Data indisponível |
| 31 | Dessert Island    | Ilha da Sobremesa       | Data indisponível |
| 32 | Unsinkable I.R.   | Babão Não Afunda        | Data indisponível |
| 33 | I Am Vampire      | Eu Sou Vampiro          | Data indisponível |
| 34 | Honey I Are Home  | Querida, Cheguei        | Data indisponível |
| 35 | Driver's Sped     | Motorista em Aceleração | Data indisponível |
| 36 | A Tree Story      | Uma História Arvoreira  | Data indisponível |
| 37 | I.R. Do           | Babão Aceita            | Data indisponível |
| 38 | I Are Good Dog!   | Babão Bom Cachorro      | Data indisponível |
| 39 | He Said, He Said. | Ele Disse, Ele Disse    | Data indisponível |

### 4.ª temporada
| #  | Título original                 | Título em português            | Data de estreia   |
| -- | ------------------------------- | ------------------------------ | ----------------- |
| 40 | Enemy Camp                      | Campo Inimigo                  | Data indisponível |
| 41 | I Am Clichéd                    | Babão é Clichê                 | Data indisponível |
| 42 | I Are Gladiator                 | Babão Gladiador                | Data indisponível |
| 43 | Revolutionary Weasel            | Máximo Revolucionário          | Data indisponível |
| 44 | I Are Ghost                     | O Fantasma                     | Data indisponível |
| 45 | The Magnificent Motorbikini     | O Magnífico Motorbiquíni       | Data indisponível |
| 46 | I Am Hairstylist                | Máximo Cabeleireiro            | Data indisponível |
| 47 | I Am Whale Captain              | Eu Sou Capitão de Baleia       | Data indisponível |
| 48 | Dream Weasel                    | Máximo dos Sonhos              | Data indisponível |
| 49 | The Baboon's Paw                | A Pata do Babão                | Data indisponível |
| 50 | The Sackless Games              | Os Jogos Sem-Calças            | Data indisponível |
| 51 | Who Rubbed Out Cow and Chicken? | Quem Apagou a Vaca e o Frango? | Data indisponível |
| 52 | I Are Good Salesmans            | Babão Bom Vendedor             | Data indisponível |

### 5.ª temporada (1999–2000)
| #  | Título original                  | Título em português           | Data de estreia   |
| -- | -------------------------------- | ----------------------------- | ----------------- |
| 53 | I Are Terraformer!               | Eu Sou Terraformador          | Data indisponível |
| 54 | I Am Viking                      | Eu Sou Viking                 | Data indisponível |
| 55 | The Drinking Fountain of Youth   | O Bebedouro da Juventude      | Data indisponível |
| 56 | Leave it to Weasel               | Deixe com o Máximo            | Data indisponível |
| 57 | The Fairy Godfather              | O Fado Madrinho               | Data indisponível |
| 58 | I Are Robin Hood                 | Babão Robin Hood              | Data indisponível |
| 59 | The Incredible Shrinking Weasel! | O Incrível Máximo Encolhedor  | Data indisponível |
| 60 | Baboon Man and Boy Weasel        | Bat-Bão e Rob-Máximo          | Data indisponível |
| 61 | I.M.N. Love                      | Apaixonado                    | Data indisponível |
| 62 | I.R.'s First Bike                | A Primeira Bicicleta do Babão | Data indisponível |
| 63 | The Sorcerer's a Dentist         | O Feiticeiro é Dentista       | Data indisponível |
| 64 | The Wrong Bros.                  | Os Irmãos Wrong               | Data indisponível |
| 65 | I Am Cave Weasel                 | Eu Sou o Máximo das Cavernas  | Data indisponível |
| 66 | My Blue Hiney                    | Meu Rabo Azul                 | Data indisponível |
| 67 | Mission: Stupid                  | Missão: Idiota                | Data indisponível |
| 68 | Back to School                   | De Volta à Escola             | Data indisponível |
| 69 | I Are a Artiste                  | Babão é Artista               | Data indisponível |
| 70 | Fred: Last of the Idiots         | Fred: O Último dos Idiotas    | Data indisponível |
| 71 | I Are Bellhop                    | Babão Carregador              | Data indisponível |
| 72 | Take I.R. Out to the Ballgame    | Leva o Babão para o Jogo      | Data indisponível |
| 73 | I Bee Weasel                     | Eu Sou Máximo Abelha          | Data indisponível |
| 74 | I Am Franken-Weasel              | Eu Sou Franken-Máximo         | Data indisponível |
| 75 | A Troo Storee                    | Historia Verdadeira           | Data indisponível |
| 76 | Rodeo Weasel                     | Máximo do Rodeio              | Data indisponível |
| 77 | The Legend of Big Butt           | A Lenda do Rabo Grande        | Data indisponível |
| 78 | I Am Dragon Slayer               | Sou Assassino de Dragões      | Data indisponível |
| 79 | I Are Legend                     | Eu Sou Legendário             | Data indisponível |